# Susan Hayhurst
Susan Hayhurst, född 25 december 1820 i Middletown Township, Bucks County, Pennsylvania, död 7 augusti 1909 i Philadelphia, var en amerikansk apotekare och läkare. Hon blev 1883 den första kvinna som avlade farmaceutisk examen och räknas som sådan som USA:s första kvinnliga farmaceut. År 1857 avlade hon läkarexamen vid Female Medical College of Pennsylvania.